# Likovna kritika
Likovna kritika je dio umjetnosti. Bavi se kritičkim vrednovanjem likovnih djela te ih smještajući ih u povijesno-umjetnički kontekst na taj način prosuđuju.
Likovna je kritika posebit književni žanr, jer za pisati o likovnosti treba se imati određenu vještinu izražavanja. Kroz povijest se ističu poznati književnici koji su pisali likovne kritike, poput Diderota, Bretona, Matoša, Krleže, Šimića i ini. Stoga je povijesnoumjetnička disciplina.
Likovni kritičari pišu za tisak. Prate suvremena zbivanja u umjetnosti. temeljna zadaća da prate suvremena umjetnička zbivanja i da kritički pišu o njima te da ih prosuđuju 